# Partit de la Unitat i la Germanor
El Partit de la Unitat i la Germanor (Birlik ve Karsaşlik Partisi) fou un partit polític turcman iraquià fundat el 1992 a Sulaymaniyya amb el gruix dels turcmans que van lluitar amb el Partit Democràtic del Kurdistan (PDK). El 1994, a causa del conflicte entre el PDK i la Unió Patriòtica del Kurdistan es va dividir; la part majoritària del partit es va instal·lar a Erbil, es va unir al Partit de la Unió Turcman (1995) i va agafar el nom de Partit de la Unitat dels Turcmans, que va canviar per Partit de Turkmeneli el 1996. Una altra part va fundar el Partit de la Germanor dels Turcmans. I part dels antics membres del partit de la Unió Turcman van fundar el Partit de la Unió dels Turcmans Iraquians.